# Fabrizio Costa
Fabrizio Costa (* 31. Mai 1954 in Triest) ist ein italienischer Fernsehregisseur.

## Leben
Costa war in sehr jungen Jahren Assistent von Luchino Visconti und Pier Paolo Pasolini. 1989 trat er erstmals als Regisseur in Erscheinung: im Wechsel mit Cesare Bastelli inszenierte er die Serie È proibito ballare und wurde in der Folge für zahlreiche weitere Serien engagiert, die er mit größerem Aufwand und bemerkenswertem Stil ausführte.
1997 begann er eine erfolgreiche Reihe von Einzelfilmen, unter denen vor allem Senza confini. La storia del commissario Patalucci heraussticht, einer „rigorosen Analyse von Fakten und Fiktionen, die er im Hinblick auf einen Kinoeinsatz ohne die fernsehtypischen Formen inszenierte“.
Gegen Ende des Jahrzehnts wandte er sich wieder (groß budgetierten) Serien wie Don Matteo und Donna Detective zu.

## Filmografie (Auswahl)
- 1995: Flammen der Liebe (Il grande fuoco)
- 1997: Fátima
- 1998: Tristan und Isolde – Ein Leben für die Ewigkeit (Tristano e Isotta)
- 1999: Der Kurier des Zaren (Michele Strogoff - il corriere dello zar)
- 2000: Maria, Tochter ihres Sohnes (Maria, figlia del suo figlio)